# Vaillantodes andalusicus
Vaillantodes andalusicus is een muggensoort uit de familie van de motmuggen (Psychodidae). De wetenschappelijke naam van de soort is voor het eerst geldig gepubliceerd in 2002 door Wagner.